# Amaragem

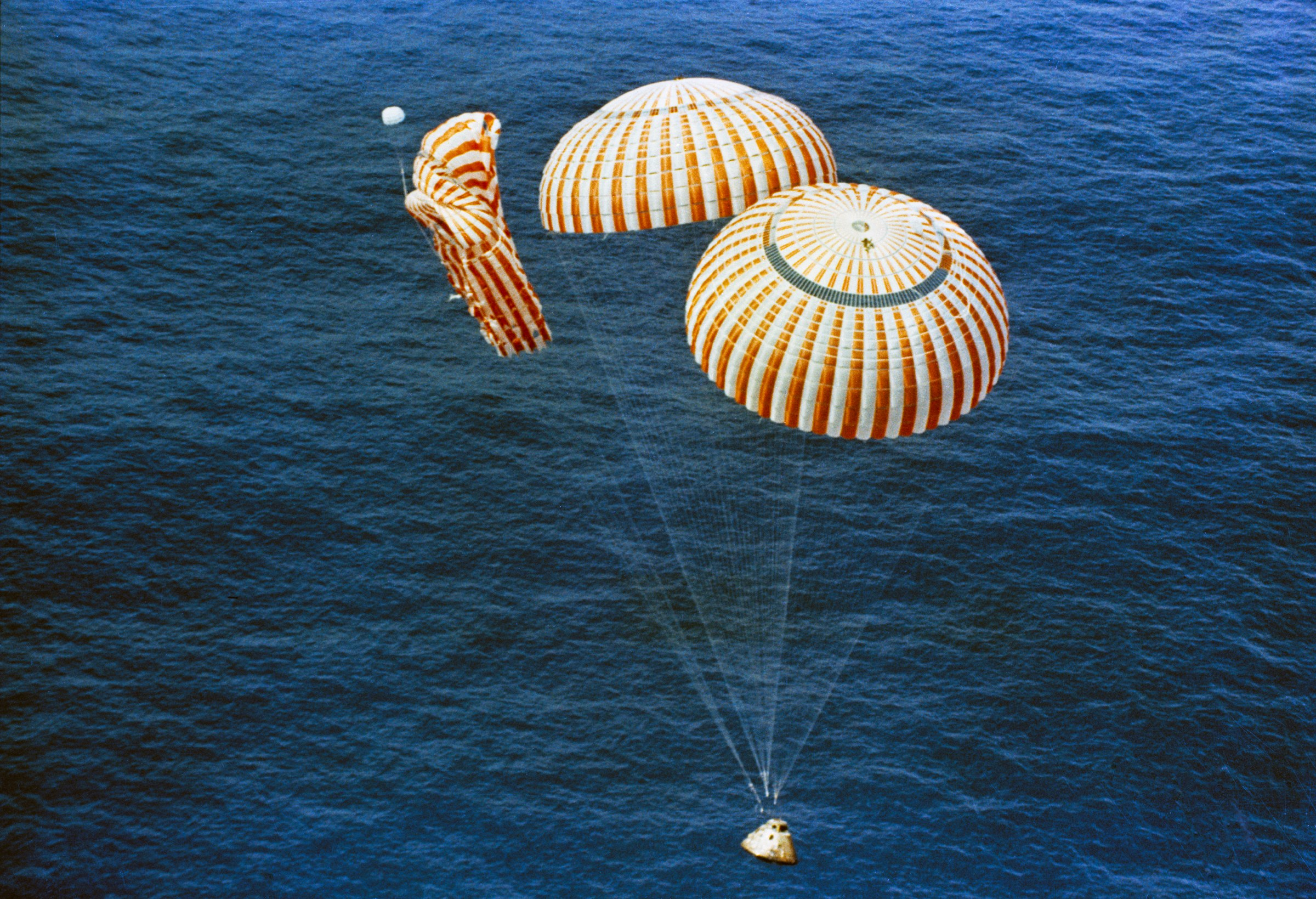
O retorno da Apollo 15 envolveu uma amaragem. Um dos paraquedas da nave não abriu

Amaragem, ou amerissagem, se refere ao ato de fazer pousar uma aeronave, paraquedas, ave ou nave espacial sobre uma superfície líquida, seja de um rio, lago ou do oceano.[carece de fontes?] A operação é tipicamente realizada por hidroaviões ao término de um voo. O termo refere-se ainda à descida de uma cápsula espacial no oceano, sustentada por paraquedas. Naves tripuladas inicialmente realizavam amerissagem ao final do voo espacial. Contudo, apenas os Estados Unidos utilizaram naves que pousavam na água. Estas foram as utilizadas durante o Projeto Mercury, o Projeto Gemini e o Projeto Apollo, respectivamente durante a década de 1960 e a década de 1970. Com o advento dos ônibus espaciais, naves capazes de aterrissar em aeroportos como aviões, o país deixou de fazer uso de naves que pousavam na água. Os soviéticos nunca pousaram suas naves em água, pois as mesmas, até hoje, descem à Terra de paraquedas mas pousam em áreas desabitadas no solo.
Um evento de amaragem de aeronave de grande repercussão foi o voo 1549 da US Airways em 15 de janeiro de 2009, quando um Airbus A320 atingiu um bando de gansos-canadenses logo após a decolagem do Aeroporto LaGuardia, em Nova Iorque, causando falha total nos dois motores. O avião fez uma amaragem de emergência no Rio Hudson e todas as 155 pessoas à bordo sobreviveram.